# Tokar, Sudan
Tokar hay Tawkar (tiếng Ả Rập: طوكر) là một thị trấn thuộc bang Biển Đỏ, Sudan. Khu bảo tồn động vật hoang dã cùng tên nằm ở phía đông thị trấn.
Đô thị này có khí hậu nóng và khô hạn. Mưa chỉ rơi vào các tháng 11, 12, 1 và 8.
Tokar nằm trên châu thổ sông Baraka. Từ những năm 1860, bông đã được trồng ở khu vực này.